# Point d'Or
Point d'Or es una localidad de Trinidad y Tobago, que forma parte de la región de Siparia.

## Geografía
La localidad abarca parte de la isla Trinidad y limita al norte con el golfo de Paria, al sur con Chinese Village, al este con Rousillac y al oeste con La Brea.

## Demografía
Datos demográficos de la localidad de Point d'Or:
| Gráfica de evolución demográfica de Point d'Or entre 2000 y 2011 |
|                                                                  |